# The Taking of Deborah Logan
The Taking of Deborah Logan (bra: A Possessão de Deborah Logan) é um filme de terror sobrenatural em found footage de 2014. Foi dirigido por Adam Robitel em sua estreia, que também co-escreveu o roteiro e editou o filme com Gavin Heffernan. É estrelado por Jill Larson, Anne Ramsay e Michelle Ang. Ambientado na Virgínia, conta a história de uma equipe de documentaristas que faz um filme sobre pacientes com Alzheimer e que descobrem algo sinistro ao documentar uma mulher que tem a doença. Foi produzido por Jeff Rice e Bryan Singer e foi lançado nos Estados Unidos em 21 de outubro de 2014.

## Elenco
- Jill Larson como Deborah Logan
  - Lucinda Carmichael como a jovem Deborah
- Anne Ramsay como Sarah Logan
  - Sophia Allyce Fuller como a jovem Sarah
- Michelle Ang como Mia Medina
- Ryan Cutrona como Harris Sredl
  - Rob Springer como o jovem Harris
- Anne Bedian como Dr. Analisa Nazir
- Brett Gentile como Gavin
- Jeremy DeCarlos como Luis
- Tonya Bludsworth como Linda Tweed
- Julianne Taylor como Cara Minetti
- Kevin A. Campbell como Henri Desjardins
- Jeffrey Woodard como Padre Vitali
- David Hains como um repórter
- Sage Cline como o segurança de hospital

## Produção
As filmagens ocorreram na região de Charlotte, Carolina do Norte e no Creative Network Studios. Dublês adicionais foram usados no lugar de Mia, Deborah e outros. Vincent Guastini fez os efeitos especiais. Ele disse que ficou impressionado com o roteiro e queria trabalhar com os cineastas. Ele descreveu seu relacionamento com Robitel como um "verdadeiro esforço colaborativo". Ele concordou com a escolha do diretor de limitar a quantidade de filmagens vistas da transformação, pois ele sentiu que isso "acrescentava mais credibilidade e verdade".